# Spirorbis levilatus
Spirorbis levilatus är en ringmaskart som beskrevs av Belokrys 1984. Spirorbis levilatus ingår i släktet Spirorbis och familjen Serpulidae. Inga underarter finns listade i Catalogue of Life.